# Jardim Maria José Moura
O Jardim Maria José Moura situa-se no espaço do Palácio Galveias. É um jardim público, em Lisboa, murado e sujeito ao horário de abertura do quiosque/café nele instalado, situando-se na freguesia de Avenidas Novas, sendo delimitado a norte pelo Palácio Galveias, a oeste por muro habitacional, a sul pela Rua Barbosa du Bocage e a oeste pela Rua do Arco do Cego.
Em Agosto de 2019, o jardim é baptizado com o nome de Jardim Maria José Moura em homenagem a esta importante figura da cultura nacional.
O Palácio Galveias foi construído no século XVII como casa de campo de um membro da família dos Távoras, mas foi confiscado pelo Estado, em 1759, em resultado da sentença do processo dos Távoras. Em 1801, foi adquirido por D. João de Almeida de Melo e Castro, 5.º Conde das Galveias, donde deriva o nome actual, e mais tarde foi comprado pelo capitalista lisboeta Braz Simão. O Palácio entrou depois em degradação e, em 1928, após entrar na sua posse, a Câmara Municipal de Lisboa nele instalou a principal Biblioteca Municipal que aí ainda funciona, tendo sido objecto de obras de restauro em 2017.
O Jardim com forma quadrada possui actualmente um quiosque/cafetaria e um conjunto de mesas e cadeiras em volta do quiosque e mais bancos dispersos em torno da zona central relvada.
No jardim estão instalados sobre pedestal oito Bustos duplos da época inicial do Palácio.

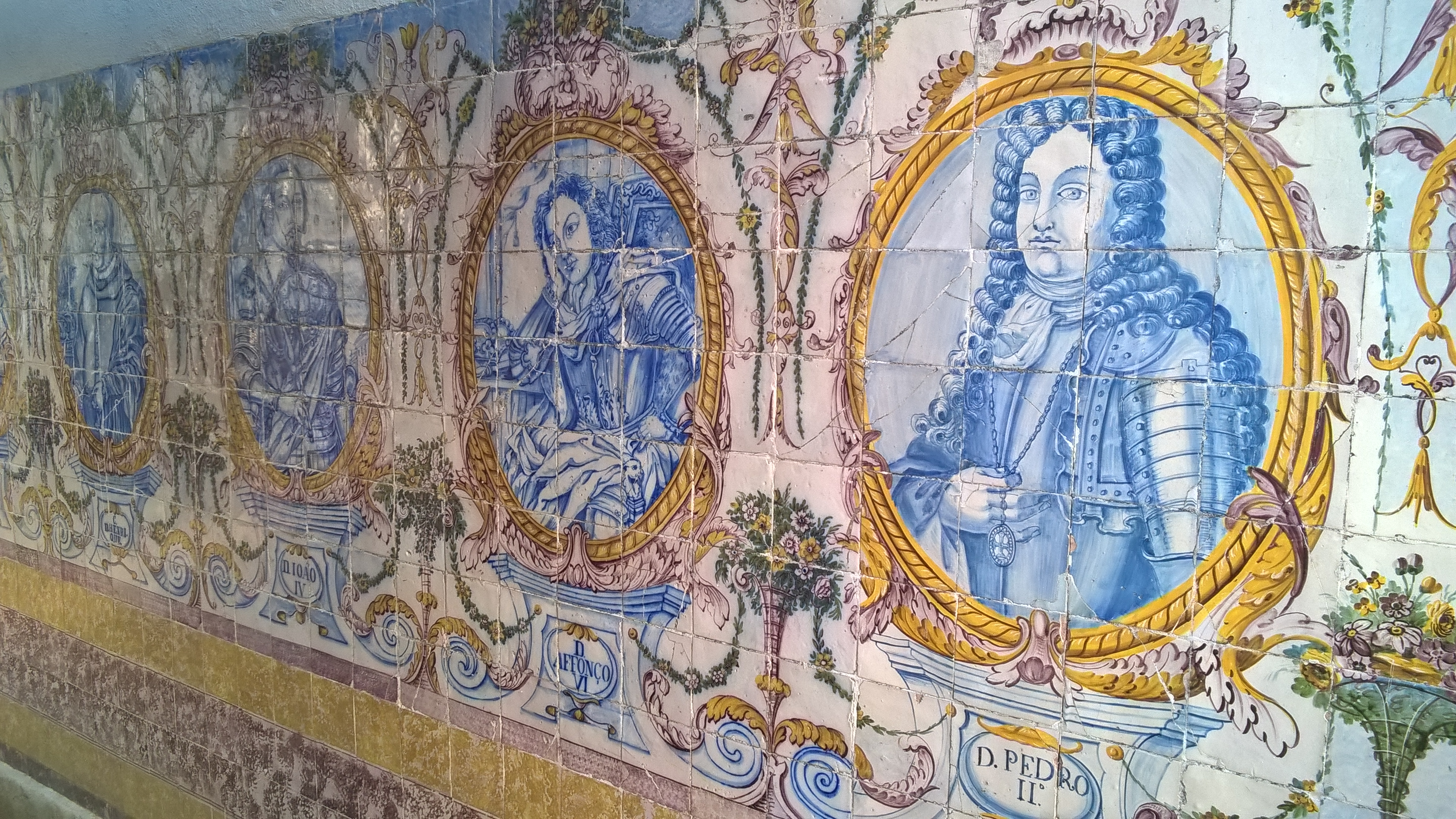
Efígies de Quatro Reis de Portugal

Está igualmente implantado na parede do muro sul um painel de azulejos com as Efígies dos Reis Portugueses, desde D. Afonso Henriques até D. João VI, este ainda príncipe regente e tendo, o que não se verifica nos outros soberanos, a data de 1799 sob o seu nome, o que indica a data da realização do mural de azulejos. Não constam do mural as efígies dos três reis espanhóis que regeram Portugal no período de 1580 a 1640.
Está ainda instalada no Jardim a escultura Nunca mais olhaste o céu (1997) de Carlos Nogueira.